# Nigottine
Nigottine (Nni-o'tinné, ili "People of the Moss". moss people), ogranak Kawchogottine Zečjih-Krzana, athapaskanskog plemena koji su lutali Velikog medvjeđeg jezera na teritoriju Mackanzie u Kanadi.